# Карабулак (Кегенський район)
Карабула́к (каз. Қарабұлақ) — село у складі Кегенського району Алматинської області Казахстану. Входить до складу Карабулацького сільського округу.
Населення — 552 особи (2021; 2288 у 2009, 2030 у 1999, 2223 у 1989).